# Stachys palustris
La betónica palustre (Stachys palustris) es una especie de pequeña planta natural de Europa, Asia y América del Norte que crece en lugares húmedos y cerca de los ríos. 

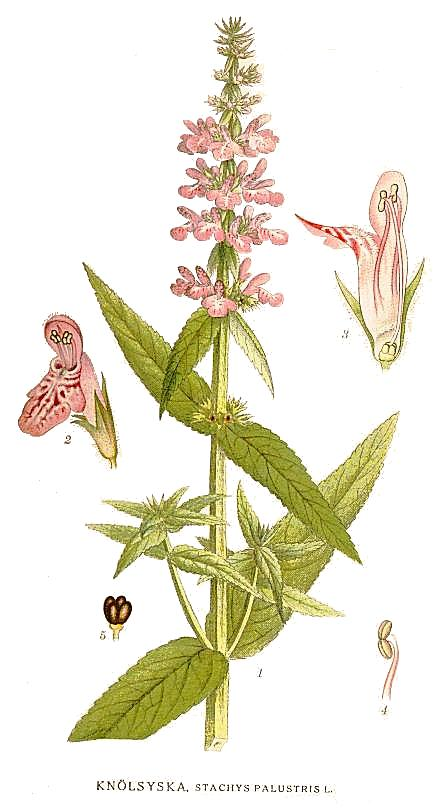
Ilustración

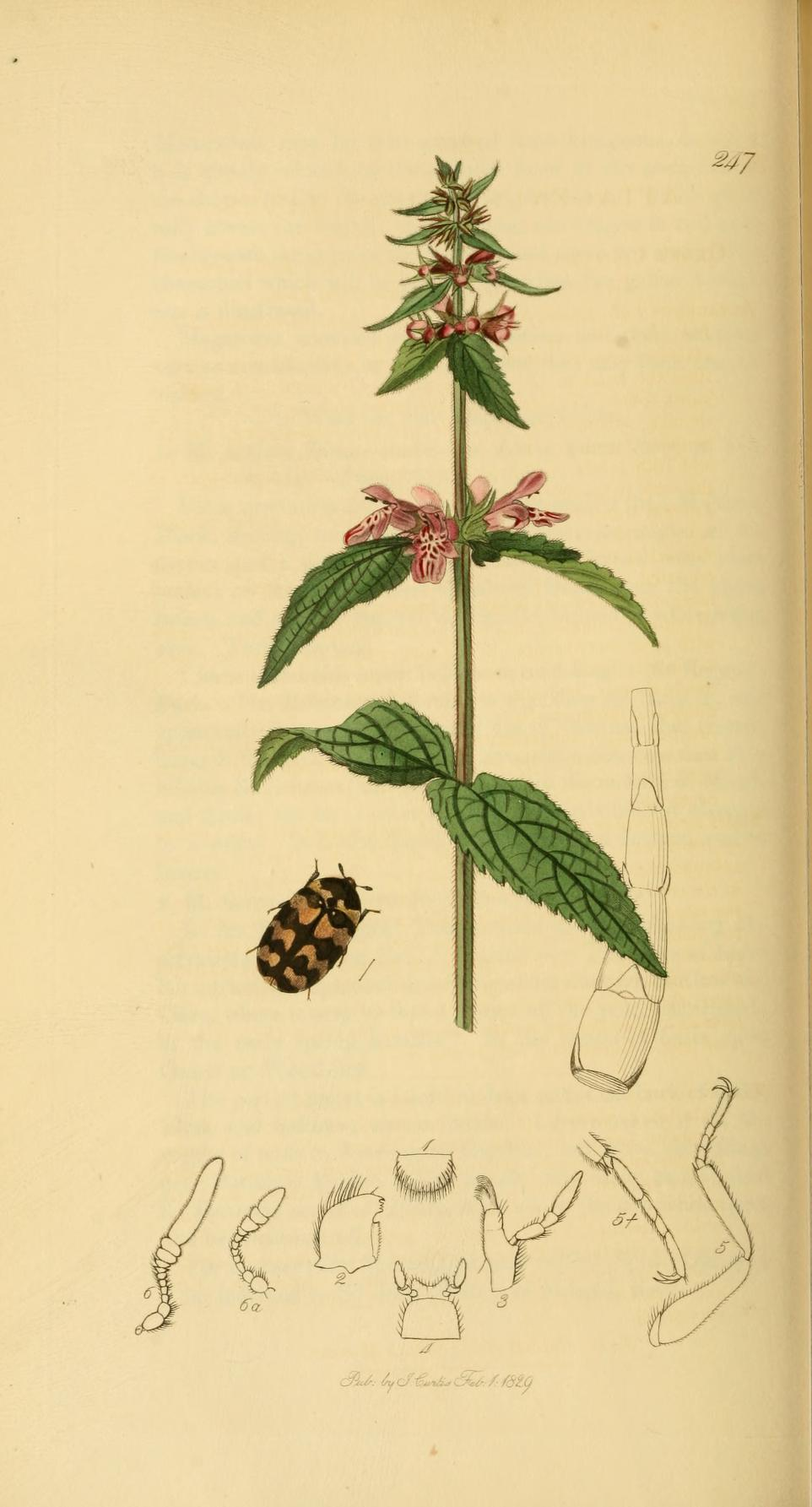
Ilustración

## Características
Tiene una raíz perenne con numerosos estolones carnosos que se dispersan subterráneamente. Alcanza un metro de altura con sus tallos cuadrados y velludos. Sus hojas crecen pareadas y con forma de lanza. Las flores de color rosa o púrpura están agrupadas en espigas terminales.

## Propiedades
- Conocida en inglés como woundwort (hierba de las heridas) da conocimiento de la utilización popular para cauterización de todo tipo de heridas. También se la conoce por betónica palustre.
- Tiene un discreto efecto hipotensor.

## Taxonomía
Stachys ajugoides fue descrita por (L.) Walter y publicado en Species Plantarum 2: 580–581. 1753.
Etimología
Ver: Stachys
palustris: epíteto compuesto del Latín que significa "palustre".
Citología
Número de cromosomas de Stachys palustris  (Fam. Labiatae) y táxones infraespecíficos: 2n=104.
Sinonimia
- Stachys segetum Hagen, Chlor. Boruss.: 218 (1819).
- Stachys austriaca Heynh., Alph. Aufz. Gew.: 697 (1847).
- Stachys aquatica Bubani, Fl. Pyren. 1: 444 (1897).
- Stachys wolgensis Wilensky, Sborn. Otch. Mater. Gosplana 1: 38 (1926).
- Stachys maeotica Postrig., Bot. Zhurn. (Kiev) 7(2): 67 (1950).[5]

## Nombres comunes
- Castellano: hortiga muerta de hojas estrechas, ortiga hedionda.[3]